# Куколівка
Ку́колівка — село в Україні, у Попельнастівській сільській громаді Олександрійського району Кіровоградської області. Населення становить 620 осіб. Колишній центр Куколівської сільської ради.

## Історія
Село відоме з середини XVIII століття як козацьке поселення на землях Війська Запорізького. Після зруйнування 1775 року Запорізької Січі російськими імперськими військами, увійшло до Кирасирського полку. 
1831 року входило до округу Кирасирського принца Альберта Пруського полку. Мало мешканців 1029 чоловіків та 1096 жінок.
Станом на 1886 рік у селі Червонокам'янської волості Олександрійського повіту Херсонської губернії мешкало 2303 особи, налічувалось 442 дворових господарства, існувала православна церква, школа, 2 лавки. Нині в селі працює Куколівський навчально-виховний комплекс «загальноосвітня школа І-ІІІ ступенів» — дошкільний навчальний заклад Олександрійської районної ради Кіровоградської області.

## Населення
Згідно з переписом УРСР 1989 року чисельність наявного населення села становила 924 особи, з яких 395 чоловіків та 529 жінок.
За переписом населення України 2001 року в селі мешкали 884 особи.

### Мова
Розподіл населення за рідною мовою за даними перепису 2001 року:
| Мова       | Відсоток |
| ---------- | -------- |
| українська | 96,72 %  |
| російська  | 2,60 %   |
| білоруська | 0,23 %   |
| вірменська | 0,11 %   |
| молдовська | 0,11 %   |
| угорська   | 0,11 %   |

## Відомі люди
В селі народився, мешкав та працював Герой Радянського Союзу, депутат Верховної Ради УРСР 2-го скликання І. Р. Якименко (1903—1971).